# Åke Wästersjö
Åke Axel Valter Wästersjö, född 19 december 1915 i Stockholm, död 4 mars 1999 i Johanneshov, var en svensk skådespelare. Han ligger begravd i minneslunden på Skogskyrkogården.
Wästersjö filmdebuterade 1960 i Domaren och medverkade i filmer och TV-produktioner fram till 1990. Han var engagerad vid Dramaten. 

## Filmografi (urval)
- 1960 – På en bänk i en park
- 1960 – Domaren
- 1963 – Mordvapen till salu
- 1966 – Patrasket
- 1967 – Roseanna
- 1967 – Lorden från gränden
- 1968 – Jag talar om Jerusalem
- 1969 – Bokhandlaren som slutade bada
- 1969 – Biprodukten
- 1969 – Res till Mallorca!
- 1973 – Den vita stenen (TV-serie)
- 1973 – Anderssonskans Kalle i busform
- 1975 – Den vita väggen
- 1976 – Mina drömmars stad
- 1977 – Soldat med brutet gevär (TV-serie)
- 1979 – I frid och värdighet
- 1980 – Sinkadus (TV-serie)
- 1983 – Öbergs på Lillöga (TV-serie)
- 1983 – Farmor och vår Herre (TV-serie)
- 1984 – Haren och vråken
- 1985 – Den tragiska historien om Hamlet – prins av Danmark (TV-serie)
- 1988 – Behöriga äga ej tillträde
- 1990 – Kära farmor (TV-serie)

## Teater

### Roller
| År   | Roll              | Produktion                                        | Regi                 | Teater                           |
| ---- | ----------------- | ------------------------------------------------- | -------------------- | -------------------------------- |
| 1959 |                   | En midsommarnattsdröm William Shakespeare         | Sandro Malmquist     | Skansens friluftsteater          |
| 1961 |                   | Så tuktas en argbigga William Shakespeare         | Sandro Malmquist     | Riksteatern                      |
| 1962 |                   | Perrichons resa Eugène Labiche                    | Per Edström          | Riksteatern                      |
| 1963 | Herrkörens ledare | Lysistrate Aristofanes                            | Sandro Malmquist     | Riksteatern                      |
| 1967 | Medvedjev         | Natthärbärget eller På botten Maksim Gorkij       | Lars Gerhard Norberg | Norrköping-Linköping stadsteater |
| 1969 | Gruppmedlem       | Tolvskillingsoperan Kurt Weill och Bertolt Brecht | Alf Sjöberg          | Dramaten                         |
| 1970 |                   | Arsenik och gamla spetsar Joseph Kesselring       | Hasse Ekman          | Scalateatern                     |